# Котланді (заказник)
Зака́зник Ко́тланді (ест. Kotlandi hoiuala) — природоохоронна територія в Естонії, у волості Ляене-Сааре повіту Сааремаа.
Загальна площа — 74,6 га.
Заказник утворений 27 липня 2006 року.

## Розташування
Поблизу заказника розташовуються села Котланді та Кокі.

## Опис
Метою створення заказника є збереження 5 типів природних оселищ (Директива 92/43/ЄЕС, Додаток I):
| Код   | Тип оселища                                                                                         | Площа, га |
| ----- | --------------------------------------------------------------------------------------------------- | --------- |
| 6270* | Феноскандійські низинні сухі до мезофітних багатовидові луки                                        | 13,2      |
| 6410  | Луки з Molinia на вапнякових, торф'яних або глинисто-мулових ґрунтах (Molinion caeruleae)           | 2,4       |
| 9020* | Феноскандійські гемібореальні природні старовікові широколистяні листопадні ліси, багаті на епіфіти | 10,5      |
| 9070  | Феноскандійські заліснені пасовища                                                                  | 20,0      |
| 9080* | Феноскандійські листопадні заболочені ліси                                                          | 9,0       |

Територія заказника збігається з природною областю  Котланді (Kotlandi loodusala), що включена до Європейської екологічної мережі Natura 2000.